# Contea di Montgomery (Maryland)
La contea di Montgomery, in inglese Montgomery County, è una contea dello Stato del Maryland, negli Stati Uniti. La popolazione al censimento del 2010 era di 971 777 abitanti. Il capoluogo di contea è Rockville.

## Geografia fisica
Secondo lo U.S. Census Bureau, la contea ha un'area complessiva di 1310 Km2 di cui 1270 sono terra e 41 (3.1%) sono acqua.
La contea di Montgomery si trova interamente all'interno dell'altopiano del Piedmont. La topografia è generalmente collinare. Il fiume Patuxent forma il confine nord-est, mentre il fiume Potomac quello di sud-ovest.
L'altitudine va dal livello del mare lungo il fiume Potomac fino a circa 875 piedi nella parte più a nord della contea, a nord di Damascus. Il dislivello fra i fondo-valle e il colmo delle colline è di alcune centinaia di piedi. 
Quando la Contea di Montgomery fu creata nel 1776, i suoi confini furono definiti come: 
Il confine della contea forma una lingua di terra all'estremità settentrionale della contea che è lungo parecchie miglia e largo in media meno di 180 m. Infatti, una singola casa in Lakeview Drive e il suo cortile sono suddivisi in tre parti, ciascuna contenuta separatamente nelle contee di Montgomery, Frederick e Howard. Queste giurisdizioni e la contea di Carroll si incontrano in un unico punto a Parr's Spring sul Parr's Ridge.

### Contee adiacenti
- Contea di Howard - nord-est
- Contea di Prince George - sud-est
- Washington (District of columbia) - sud-est
- Contea di Aarlington (Virginia) - sud
- Contea di Fairfax (Virginia) - sud-ovest
- Contea di Loudoun (Virginia) - ovest
- Contea di Frederick - nord-ovest

### Aree nazionali protette
- Chesapeake and Ohio Canal National Historical Park
- Clara Barton National Historic Site
- George Washington Memorial Parkway

## Storia
La contea fu creata nel 1776 da parti della contea di Frederick. Fu chiamata così in onore del generale Richard Montgomery.

## Comuni

### Cities
- Gaithersburg (incorporata nel 1878)
- Rockville (incorporata nel 1860)
- Takoma Park (incorporata nel 1890)

### Towns
- Barnesville (incorporata nel 1888)

- Brookeville (incorporata nel 1808)
- Chevy Chase (Town of) (incorporata nel 1918)
- Chevy Chase View (incorporata nel 1993)
- Chevy Chase Village (incorporata nel 1910)
- Garrett Park (incorporata nel 1898)
- Glen Echo (incorporata nel 1904)
- Kensington (incorporata nel 1894)
- Laytonsville (incorporata nel 1892)
- Poolesville (incorporata nel 1867)
- Somerset (incorporata nel 1906)
- Washington Grove (incorporata nel 1937)

### Villages
- Chevy Chase, Section Three (incorporato nel 1982)
- Chevy Chase, Section Five (incorporato nel 1982)
- Martin's Additions (incorporato nel 1985)
- North Chevy Chase (incorporato nel 1996)

### Census-designated place
| - Ashton-Sandy Spring - Aspen Hill - Bethesda - Brookmont - Burtonsville - Cabin John - Calverton - Chevy Chase - Clarksburg - Cloverly - Colesville | - Damascus - Darnestown - Fairland - Forest Glen - Four Corners - Germantown - Glenmont - Hillandale - Kemp Mill - Layhill - Leisure World | - Montgomery Village - North Bethesda - North Potomac - Olney - Potomac - Redland - Silver Spring - South Kensington - Travilah - White Oak - Wheaton |

### Special Tax District
Località con status intermedio tra comunità non incorporate e incorporate:
1. Drummond, Village of (1916)
2. Oakmont (1918)

## Gemellaggi
La contea di Montgomery è gemellata con:
- Dipartimento di Morazán
- Gondar
- Xi'an
- Hyderabad
- Daejeon